# Framing verbale
In linguistica, il framing verbale e satellitare (in lingua inglese: verb-framing and satellite-framing) sono descrizioni tipologiche del modo in cui le frasi verbali in una lingua possono far riferimento rispettivamente al percorso del movimento o alla maniera del movimento.  Alcune lingue fanno questa distinzione e altre no.

## Il percorso e la maniera
I linguaggi con il framing verbale, ad esempio i romanzi, si servono più spesso dei verbi che indicano il percorso del movimento come: entrare, uscire, salire, scendere e attraversare, ecc.  D'altronde, i linguaggi classificati con il framing satellitare, ad esempio l'inglese e il tedesco, preferiscono i verbi che descrivono la maniera del movimento quali camminare, strisciare, ruzzolare, ballare, ecc., relegando la funzione del percorso ad una particella (detta anche il satellite) come in lingua inglese "up", "into" e "out of", ecc.
La classificazione delle lingue in verbali o in satellitari non è definitiva. In inglese ci sono verbi di percorso come "enter" e "exit", che derivano dal latino. Inoltre, il cinese viene considerato da alcuni di avere il framing equipollente, ovvero i verbi esprimono il percorso e la modalità allo stesso tempo.